# آدریان لوسرو
آدریان لوسرو (انگلیسی: Adrián Lucero؛ زادهٔ ۱۶ اوت ۱۹۸۵) بازیکن فوتبال اهل آرژانتین است.
از باشگاه‌هایی که در آن بازی کرده‌است می‌توان به باشگاه فوتبال راسینگ کلوب آویاندا، باشگاه فوتبال آپولون اسمیرنیس، و باشگاه فوتبال نیولز اولد بویز اشاره کرد.